# Szczuczja
Szczuczja (ros. Щучья, nien. Пыряяха) – rzeka w azjatyckiej części Rosji, w Jamalsko-Nienieckim Okręgu Autonomicznym, lewy dopływ rzeki Ob.
Źródła rzeki są na wschodnich stokach Uralu Polarnego, górny bieg rzeki nosi nazwę Bolszaja Szczuczja, od momentu połączenia z dopływem Małyj Szczuczja nosi już nazwę Szczuczja. Uchodzi do rzeki Ob, jako jej lewy dopływ. Długość rzeki wynosi 565 km, a powierzchnia zlewni – 12300 km².
Rzeka jest dostępna dla żeglugi śródlądowej na odcinku 245 km od ujścia w okresie od drugiej połowy maja do końca lipca. Od drugiej połowy października do kwietnia pokryta jest lodem.